# Viktorija Navroc'ka
Viktoija Mykolaïvna Navroc'ka, coniugata Jefremenko (in ucraino Вікторія Миколаївна Навроцька-Єфременко?; Kiev, 24 dicembre 1971), è un'ex cestista ucraina, fino al 1991 sovietica.

## Carriera
Con l'Ucraina ha disputato i Campionati europei del 1995.